# Beme
Beme  је мобилна апликација за размену кратких видео снимака створена од стране Casey Neistat-a and Matt Hackett-a.

## Објава и верзије апликације
Прва верзија апликације Beme је објављена 17. јула 2015. за iOs платформу, а кратко након изласка апликације за iOs Casey Neistat је најавио да је у развоју верзија за Андроид оперативни систем. Због компликованости развоја апликација на Андроид оперативном систему и након пола године од објаве и даље се ишчекује апликација за Андроид

## Карактеристике
Beme је креирана као алтернативна, конкурентска апликација која насупрот апликацијама са многобројним опцијама за сређивање, измену и подешавање видеа или слика, омогућава кориснику објављивање кратких снимака, који се аутоматски постављају на интернет и деле са пратиоцима тог корисника, без могућности да се види шта је објављено од стане самог корисника који је снимио видео. Корисници реагују на снимке других путем „реакција“ на сам видео који гледају тј. фотографијама себе реагујући на снимак, а те фотографије се шаљу кориснику чији је снимак одгледан и на који се реаговало.

## Бизнис
Јула 28. 2015. године Casey Neistat је објавио да је за ову компанију и покретање ње успео да прикупи 2.6 милиона долара.

## Промоција путем Влогова Casey Neistat-a
У неколицини својих мега популарних влогова на њиховом крају Casey Neistat је објављивао најзанимљивије снимке који су корисници ове апликације објављивали. Међутим убрзо је одустао од тога руководећи се да је најбоље да пусти компанију да „сама живи,, и да се развија својим путем без форсирања и промоцијом кроз његове влогове.

## Други о апликацији
Убрзо након изласка апликације BuzzFeed је описао ову апликацију минималистичког дизајна и интефејса, једноставну, дефинитивно чудну и јединствену. Осам дана од изласка апликације корисници апликације су поделили 1.1 милион кратких видео снимака и 2.4 милиона реакција на дате снимке. Апликација наставља да расте и прикупља нове кориснике широм света који је чине јединственом својим објавама снимака и реакцијама на исте.